# Kv de Meeuwen
Kv de Meeuwen (volledig: Korfbalvereniging De Meeuwen) is een korfbalclub uit Putten. Het eerste speelt in het seizoen 2024/2025 in de zaal en op het veld in de Hoofdklasse. De club speelt op Sportpark Puttereng in Putten.
Kv de Meeuwen is opgericht op 15 november 1961. In 2019 heeft de club ongeveer 450 leden, waarvan 350 spelende leden.

## Club

### Teams
De Meeuwen zal 34 teams hebben in het seizoen 2024/2025. Het aantal leden is in de coronaperiode erg gedaald. Er is in 2020 en 2021 geen schoolkorfbaltoernooi geweest en hierdoor liep de Meeuwen potentiële nieuwe leden mis. Sinds het toernooi in 2022 weer is voortgezet ziet de club het aantal leden weer stijgen. De hoofdmacht zal in beide competities uitkomen in de hoofdklasse. De A1 speelt in ook beide competities in de Hoofdklasse.
De jeugdteams van de Meeuwen komen vaak uit op het hoogste niveau. Zo worden er regelmatig het NK of Play-offs gehaald.

### MAD
Supportersvereniging MAD is in 2002 gestart. De supporters kleden zich in een witte badjas. De naam MAD is een afkorting van Meeuwen Anti Dalto, dit verwijst naast de rivaliteit met de club uit Driebergen.

## Geschiedenis

### 2021/2022
In het corona-seizoen 2021/2022 plaatste het eerste van De Meeuwen zich voor de Overgangsklasse Finale. Dit werd in twee duels gespeeld tegen SKF. De Meeuwen wist dit tweeluik te winnen en promoveerde weer naar de Hoofdklasse. De B1 werd ongeslagen kampioen in de 1e klasse en promoveerde hierdoor ook naar de Hoofdklasse.

### 2022/2023
In het seizoen 2022/2023 wist het eerste weer uit te komen op Hoofdklasse niveau in de zaal. De doelstelling was om te handhaven en dit is de hoofdmacht gelukt. Ze werden 6e. De Meeuwen 2 wist kampioen te worden in de reserve 2e klasse en kon hierdoor weer promoveren. De B1 werd ongeslagen kampioen in de Hoofdklasse en kwalificeerde hiermee voor de play-offs. Deze werden echter gelijk verloren van SKF B1. 

### 2023/2024
Het seizoen 2023/2024 heeft voor de Meeuwen goede resultaten opgeleverd. Zo wist het eerste te handhaven in de Hoofdklasse. De hoofdmacht wist met 9 punten 5e te worden in de Hoofdklasse. De A1 is driemaal kampioen geworden en promoveerde in de zaal naar de Hoofdklasse, het hoogste niveau voor de A-Junioren. De B1 wist op het veld het 1e klasse NK te halen, waar ze 3e geworden zijn. De C1 trof hetzelfde lot, maar dan in de zaal. De C1 wist 5e te worden op het NK 1e klasse zaal. De D1 wist in de zaal Hoofdklasse Play-offs te halen. Echter verloren ze in de kwartfinale van SKF D1.

### Bekende (oud-)spelers/coaches
- Bart Nieuwenweg
- Harold Jellema
- Erik van Brenk
- Jan Hof
- Edwin Bouman

## Selectie (2024-2025)
| Mannen              | Nationaliteit | Rugnummer | Vrouwen                  | Nationaliteit | Rugnummer |
| ------------------- | ------------- | --------- | ------------------------ | ------------- | --------- |
| Cornee Ijssennagger | NED           | 3         | Romy Bijsterbosch        | NED           | 2         |
| Robin van de Bor    | NED           | 5         | Nina Fillipini           | NED           | 4         |
| Thom aan 't Goor    | NED           | 7         | Isa Heijmissen           | NED           | 6         |
| Rémon Maarseveen    | NED           | 9         | Dorinda Kleijer          | NED           | 8         |
| Julian Zwaan        | NED           | 11        | Anouk van Brenk          | NED           | 10        |
| Jesse van Os        | NED           | 13        | Zhen Bleij               | NED           | 12        |
| Leroy Meyners       | NED           | 15        | Julia van de Kamp        |               | 18        |
| Jasper van Zelderen | NED           | 17        | Andrea Jansen            | NED           | 20        |
| Lars de Kruijf      | NED           | 21        | Joanne van de Langemheen | NED           | 22        |
| Bart Evers          | NED           | 23        | Romee Willemsen          | NED           | 24        |
| Joas Drost          | NED           | 27        | Renske Arendsen          | NED           | 28        |
| Joel Liefting       | NED           | 29        |                          |               |           |

### Wijzigingen in de selectie 23/24 -> 24/25
Jarin Bruinekreeft Meeuwen -> Spirit
Marrit van de kamp  Meeuwen -> Unitas
Bart Evers Odik -> Meeuwen
Joas Drost Jeugd -> Meeuwen
Jasper van Zelderen Jeugd -> Meeuwen
Joanne van de Langemheen Jeugd -> Meeuwen
Martijn van Beek Meeuwen -> Buiten de selectie
Kirsten van der Zwaag Meeuwen -> Buiten de selectie